# Scopulariopsis atra
Scopulariopsis atra är en svampart som beskrevs av Zach 1934. Scopulariopsis atra ingår i släktet Scopulariopsis och familjen Microascaceae.   Inga underarter finns listade i Catalogue of Life.